# Angels Sing: Libera in America
Angels Sing: Libera in America es un álbum en directo del grupo coral londinense Libera. Fue grabado para la Public Broadcasting Service americana en agosto de 2014, en la Basilica of the National Shrine of the Immaculate Conception (Washington D. C.). Posteriormente, fue publicado como álbum musical en CD en febrero de 2015, y más tarde fue lanzado en formatos DVD y blueray por Parlophone Records Limited, el 2 de marzo en el Reino Unido y un día después en EE. UU.

## Lista de canciones
En las versiones videograbadas y en la descarga musical digital, se incluyen 17 títulos. En el CD, aparecen 16.

| Main CD |                                                                                     |          |  |
| N.º     | Título                                                                              | Duración |  |
| 1.      | «Joyful, Joyful, We Adore Thee»                                                     | 3:32     |  |
| 2.      | «How Can I Keep from Singing» (Solista: Isaac London)                               | 3:17     |  |
| 3.      | «Morning Has Broken»                                                                | 3:08     |  |
| 4.      | «America the Beautiful»                                                             | 3:58     |  |
| 5.      | «Wayfaring Stranger» (Solista: Sam Wiggin)                                          | 4:04     |  |
| 6.      | «Amazing Grace» (Solista: Ciaran Bradbury-Hickey)                                   | 3:47     |  |
| 7.      | «What a Wonderful World» (Solista: Isaac London)                                    | 4:13     |  |
| 8.      | «The Prayer» (Solista: Isaac London)                                                | 4:34     |  |
| 9.      | «Be Still My Soul»                                                                  | 3:56     |  |
| 10.     | «How Great Thou Art» (Solista: Sam Wiggin)                                          | 3:56     |  |
| 11.     | «Rest in Peace» (Solista: Thomas Delgado-Little)                                    | 3:16     |  |
| 12.     | «Sanctus» (Solista: Bertramo Smart)                                                 | 3:30     |  |
| 13.     | «Song of Life» (Solista: Isaac London)                                              | 3:24     |  |
| 14.     | «Ave Maria D. 839» (Solista: Thomas Delgado-Little)                                 | 4:25     |  |
| 15.     | «Voca Me» (Solistas: Thomas Delgado-Little & Ciaran Bradbury-Hickey)                | 4:27     |  |
| 16.     | «How Shall I Sing that Majesty» (Solistas: Lucas Wood & Alessandro MacKinnon-Botti) | 4:07     |  |

| iTunes exclusive bonus track |                             |          |  |
| N.º                          | Título                      | Duración |  |
| 17.                          | «I Vow to Thee, My Country» | 3:19     |  |

## Créditos
- Interpretado por Libera
- Dirección del coro por Robert Prizeman
- Producción musical y mezcla por Sam Coates, Ian Tilley y Robert Prizeman
- Producción ejecutiva por John Rexroad y Steven Philipp
- Dirección (videograbación) por Phillip Byrd